# Reservorio de Poechos
El reservorio de Poechos es una presa de tierra ubicada en el río Chira, en el departamento de Piura, Perú. Es la construcción hidráulica más grande realizada en el cauce de un río en el territorio peruano.
El embalse se encuentra en el extremo norte de Perú a unos 50 km al norte de Piura, la capital de la Región Piura. Se encuentra a una altitud de 98 m en Lancones, distrito de la provincia de Sullana, a unos 30 km de la frontera con Ecuador.

## Necesidades
La construcción del Reservorio Poechos obedeció a la necesidad de regular el caudal del río Chira (río que nace en la cordillera occidental de los andes ecuatorianos a más de 3.000 m con el nombre de río Catamayo), una de las principales fuentes de agua de la región de Piura, y optimizar su distribución para satisfacer las demandas agrícolas de los valles del Medio y Bajo Piura, así como del valle del Chira. 
Con una capacidad de almacenamiento de 1.000 millones de metros cúbicos, el reservorio ha desempeñado un papel crucial en el desarrollo agrícola de la región, permitiendo la expansión de las áreas de cultivo y la introducción de nuevos productos agrícolas de alto valor comercial.
El propósito principal de la presa es almacenar el exceso de agua del río Chira durante la temporada de lluvias y regular su distribución de manera anual para satisfacer las necesidades de riego de los valles del Medio y Bajo Piura y Chira.

## Historia
La presa fue construida por la empresa yugoslava ENERGOPROJEKT y fue supervisada por BINNIE & PARTNERS CORPORACION PERUANA DE INGENIERIA S.A. Los trabajos de construcción se iniciaron el 24 de junio de 1972 y culminaron con su inauguración el 4 de junio de 1976.
El reservorio fue construido en el marco de las políticas de reforma agraria e infraestructura impulsadas por el gobierno militar de Juan Velasco Alvarado. Su edificación se desarrolló en cuatro etapas. Las obras se iniciaron el 24 de junio de 1972 y culminaron con la inauguración del reservorio el 4 de junio de 1976.

### Fase 1 (1970 a 1977)
La fase inicial se centró en la construcción de elementos de infraestructura cruciales, que incluyen:
- La represa de Poechos, que se extiende por 9 km con una altura máxima de aproximadamente 55 metros y un volumen total de excavación de 9 millones de metros cúbicos.
- El túnel de derivación integrado en el vertedero inferior, con una capacidad máxima de 14 m3/s.
- La estructura de desborde de bloque de gravedad de hormigón (400.000 m3 de hormigón) con compuertas radiales capaces de manejar un caudal total de hasta 500 m3/s.
- El desborde de seguridad, de aproximadamente 200 metros de longitud, con una capacidad de hasta 10.000 m3/s.
- La descarga de aguas arriba y el canal de aguas arriba, con capacidad para transportar 70 m3/s (8 millones de metros cúbicos de excavación y 1 millón de metros cúbicos de hormigón para el revestimiento del canal).
- El sistema de drenaje del canal en el bajo Chira (10 millones de metros cúbicos de excavación total) que fluye a través de más de 1.000 estructuras en la red de canales (desbordamientos, salidas, compuertas, etc.).

### Fase 2 (1978 a 1985)
La segunda fase se centró en ampliar la red de riego y mejorar las medidas de protección contra inundaciones:
- La represa de Los Ejidos, de 220 metros de longitud con una altura máxima de 20 metros y capacidad de compuertas de 3.000 m3/s.
- El canal principal, que se extiende 42 km con una capacidad de 45 m3/s.
- Terraplenes protectores (60 km de longitud) a lo largo del río Piura.
- Un sistema de canales integral con estructuras de apoyo que cubre un área de 350 km2.

### Fase 3 (1985 a 1997)
La tercera fase tenía como objetivo aumentar aún más la capacidad de riego y abordar la gestión del agua aguas abajo:
- La presa aguas arriba de Sullana, que mide 75 metros de longitud con una altura máxima de 12 metros y compuertas capaces de manejar un caudal total de hasta 5.000 m3/s.
- El canal aguas arriba Norte, que transporta 25.500 m3/s a lo largo de 56 km, irrigando 150 km2.
- El canal Sur, de aproximadamente 35 km de longitud con una capacidad de 7 m3/s, irrigando aproximadamente 70 km2 (volumen de excavación total de aproximadamente 5 millones de metros cúbicos).
- Aproximadamente 60 km de diques a lo largo del lecho regulado del río Chira aguas abajo (alrededor de 5,5 millones de metros cúbicos de terraplén).

### Fase 4 (2002 a 2004)
La fase final se centró en integrar la generación de energía hidroeléctrica en el proyecto:
- La presa y la central hidroeléctrica Curumuy, de 12,5 MW, completada en 2000.
- El Proyecto Hidroeléctrico Poechos I, de 15,4 MW, completado en 2004.

## Impacto en la vida de Piura
La presa de Poechos ha tenido un impacto significativo en la actividad agrícola y productiva de la región de Piura. Ha permitido el aumento de las áreas cultivables y ha facilitado la introducción de nuevos productos agrícolas, como el banano orgánico, la caña de azúcar para uso industrial y la uva, entre otros, que cumplen con los estándares de calidad necesarios para su exportación.
Este reservorio ha promovido el desarrollo agrícola y la mejora de la infraestructura hidráulica en los valles del Chira, Medio y Bajo Piura. Se ha logrado un manejo más eficiente del agua, permitiendo actualmente la realización de dos campañas de cultivo al año en más de 80.000 hectáreas. Además, se han implementado mejoras en la optimización del riego en colaboración con las Juntas de Usuarios locales.
Uno de los desafíos actuales a los que se enfrenta la presa de Poechos es el de garantizar la estabilidad de la presa. Esto es de suma prioridad para la región, debido a la importancia de la presa, ya que no solo asegura el suministro de agua para los valles de Chira y Piura, sino que también abastece de agua potable a un millón de habitantes y genera 38.15 MW de energía eléctrica para el sistema interconectado.